# Gunnar Kullström
Gunnar Erik Kullström, född 20 november 1919 i Stockholm, död där 22 mars 1980, var en svensk väg- och vattenbyggnadsingenjör.
Kullström, som var son till bankkamrer Gustaf Kullström och Karin Westerlund, avlade studentexamen 1938, utexaminerades från Kungliga Tekniska högskolan 1943 och studerade vid Yale Bureau of Highway Traffic 1955. Han var verksam vid Stockholms stads stadsbyggnadskontor, gatukontor och Storstockholms trafikutredning 1943–1961 och chefskonsult på AB Vattenbyggnadsbyråns (VBB) trafikavdelning från 1961. Han var ledamot av Kungliga Ingenjörsvetenskapsakademiens kommitté om parkeringshus, Svenska Väg- och Vattenbyggares Riksförbunds U3-kommitté, Nordiska vägtekniska förbundets utskott och valdes till ordförande Trafiktekniska Föreningen 1965.